# Martin megye (Texas)
Martin megye az Amerikai Egyesült Államokban, azon belül Texas államban található. Megyeszékhelye és legnagyobb városa Stanton. Lakosainak száma 5237 fő (2020. április 1.). Martin megye Andrews, Gaines, Dawson, Howard, Glasscock, Borden és Midland megyékkel határos.

## Népesség
A megye népességének változása:
| Lakosok száma | 4816 | 4918 | 5023 | 5312 | 5641 | 5237 |
|               | 2010 | 2011 | 2012 | 2013 | 2015 | 2020 |